# Igreja Nossa Senhora da Conceição (Conceição da Barra)
Igreja Nossa Senhora da Conceição é uma igreja católica fundada no ano de 1812 em Conceição da Barra, município localizado no interior do estado do Espírito Santo.

## História
A Igreja Nossa Senhora da Conceição é localizada no município de Conceição da Barra, no interior do estado do Espírito Santo. Localizada na região central da cidade, a igreja foi fundada no ano de 1812, possuindo elementos arquitetônicos que dialogam com a arquitetura do ecletismo, da Art Nouveau e elementos da arquitetura do Brasil colonial.
Pelo fato de possuir pia batismal e cemitério, a igreja foi elevada à condição de paróquia no ano de 1831. À época possuir esses diferenciais de estrutura faziam com que a igreja se diferenciasse das demais, podendo tornar-se paróquias. Próximo a sua fundação, defronte a igreja havia um largo, que com o desenvolvimento da cidade e seu crescimento veio a tornar-se a Praça Prefeito José Luiz da Costa, uma das principais áreas de lazer da cidade. A igreja recebe o nome de Nossa Senhora da Conceição, segundo o dogma católico, a concepção da Virgem Maria sem mancha (em latim, macula) do pecado original.

## Tombamento
No ano de 2013, a Igreja passou pelo processo de tombamento junto ao Conselho Estadual de Cultura do Espírito Santo, órgão do governo do estado do Espírito Santo responsável pela manutenção histórica do estado.
Em 2017, o padre Deucy Correa, então responsável pela paróquia recebeu de representantes do Governo do Estado um projeto de restauração contratado pelo Instituto Sincades em parceria com a Secretaria de Estado da Cultura. O pároco lembrou que a igreja é um patrimônio estadual. “A restauração agora é uma realidade, o que deixa toda a cidade muito feliz. A matriz é de importância para paróquia, para o município de Conceição da Barra e para todo o estado, por ter mais de 200 anos”, afirmou. O então prefeito Francisco Vervloet (PSB) destacou a importância da igreja para a cidade e disse que objetivo é iniciar a obra o mais breve possível.
Após dois anos de espera, Casagrande anunciou um aporte de seiscentos e vinte mil reais para a restauração da igreja e um prazo de entrega da obra de um ano. Em outubro de 2020, foi aberto edital de licitação, em busca de empresas que realizassem o serviço. Apesar do lançamento do edital, em dezembro de 2020, o prazo foi prorrogado para encontrar uma empresa que prestasse o serviço.